# کتاب‌خوان
کتاب‌خوان (به آلمانی: Der Vorleser) رمانی اثر برنهارد شلینک نویسنده و قاضی آلمانی است. این رمان در سال ۱۹۹۵ در آلمان و پس از ترجمه به انگلیسی در سال ۱۹۹۷ در آمریکا منتشر شد. کتاب‌خوان با محتوای جنایی به موضوع عشق و هولوکاست می‌پردازد. این رمان در آلمان و آمریکا فروش بسیار بالایی داشته و برنده جایزه‌های متعددی نیز شده‌است.
از این رمان در برنامهٔ درسی دانشگاه‌ها و مدارس و در کلاس‌های ادبیات آلمانی و ادبیات هولوکاست استفاده می‌شود. کتابخوان نخستین و تنها کتاب آلمانی است که موفق به کسب جایگاه نخست جدول پرفروش‌ترین کتاب‌ها در فهرست روزنامه نیویورک تایمز شده‌است. در سال ۲۰۰۸ فیلمی با همین نام با اقتباس از این رمان توسط استیون دالدری ساخته شد که بسیار مورد توجه قرار گرفت.
این رمان تحت عنوان کتاب‌خوان توسط مهدی سجودی مقدم (انتشارات مهراندیش) و با عنوان برایم کتاب بخوان توسط بهمن‌دخت اویسی (انتشارات فرزان روز) به زبان فارسی ترجمه شده‌است.
این رمان در لیست ۱۰۰۱ کتاب که باید قبل از مرگ بخوانید و همچنین لیست روزنامه گاردین (۱۰۰۰ رمان که هر شخص باید بخواند) قرار دارد.

## داستان

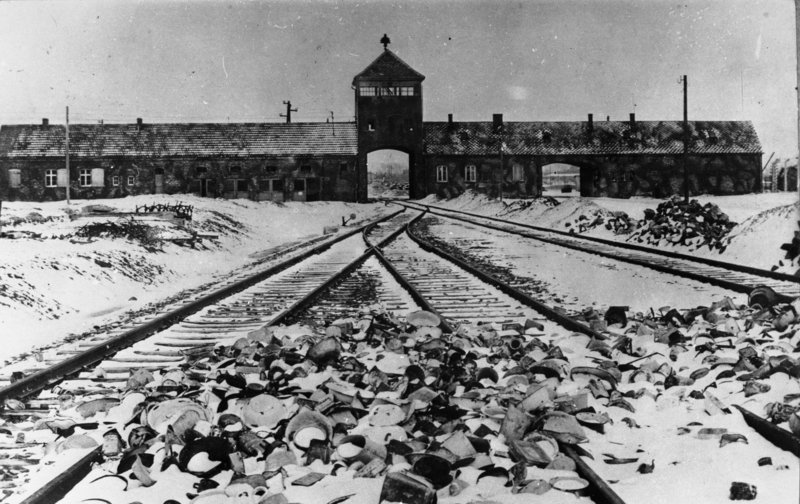
تصویری از ریل‌های تراموا

داستان رمان در سه بخش که هر یک مربوط به یک دوره زمانی است، روایت می‌شود. بخش نخست که در سال ۱۹۵۸ روی می‌دهد، روایتگر رابطه عاشقانه میشائیل پسری ۱۵ ساله با زنی به نام هانا است که بیست سال از او بزرگ‌تر است و در تراموا کار می‌کند. در رابطه این دو به تدریج رسمی ثابت شکل می‌گیرد، هر بار هنگام دیدار و پیش از ارتباط جنسی، میشائیل به خواست هانا که بی‌سواد است، برای او با صدای بلند کتاب می‌خواند.
در بخش دوم، پس از هشت سال، پسر که در رشته حقوق درس می‌خواند هانا را در دادگاه جنایتکاران جنگی نازی در جایگاه متهمان می‌بیند. هانا که در این دادگاه به عنوان یکی از متهمان اصلی قتل ۳۰۰ زن یهودی در اردوگاه آشویتس در حال محاکمه است، سرانجام محکوم به حبس ابد می‌شود.
در بخش سوم، با گذشت سال‌ها و در حالی که میشائیل با داشتن یک دختر از همسرش جدا شده‌است، تصمیم به برقراری رابطه‌ای دیگرگون با هانا می‌گیرد. او نوارهایی را که در آن‌ها کتاب‌خوانی‌هایش را ضبط کرده برای هانا در زندان می‌فرستد. از آن سو، هانا با روشی ابتدایی، با انطباق کتاب‌هایی که از کتابخانه زندان قرض گرفته با صدای میشائیل، سواد می‌آموزد و به تدریج موفق به نگاشتن پاسخ نامه‌ها می‌شود. سرانجام در سال ۱۹۸۴ میشائیل با آگاهی از زمان آزادی هانا، برای او کار و محل سکونت می‌یابد، اما مسئولان زندان او را در روز آزادی‌اش به‌طور حلق‌آویز در اتاقش می‌یابند. در پایان داستان میشائیل با در دست داشتن یک قوطی چای حاوی پول و یادگارهای هانا و به منظور اجرای وصیت‌نامه او، به ملاقات زنی که از بازماندگان واقعه آشویتس است به نیویورک می‌رود.